# 1814 au Bas-Canada
Cet article traite des événements survenus en 1814 au Bas-Canada. 

## Événements

### Septembre
6 au 11 septembre: Bataille du lac Champlain à Plattsburgh. Les troupes britanniques menées par le gouverneur George Prevost sont arrêtés par l'armée américaine. Les britanniques se retirent au Canada.

### Décembre
24 décembre: la paix de Gand met fin à la guerre entre les États-Unis et le Royaume-Uni (statu quo territorial).

## Naissances
- 13 février : Narcisse Blais (agriculteur et homme politique)
- 6 septembre : George-Étienne Cartier, homme politique (décès 20 mai 1873)
- 21 octobre : Georges Boucher de Boucherville, écrivain et inventeur
- 7 novembre : Louis Archambeault (notaire et homme politique) (décès le 2 mars 1890 au Québec)

## Décès
- 11 mars : Jean de Lisle, notaire et fonctionnaire.